# 什瓦茨曼楔孢黑粉菌
什瓦茨曼楔孢黑粉菌（学名：Thecaphora schwarzmaniana）是属于黑粉菌目黑粉菌科楔孢黑粉菌属的一种真菌，寄生在大黄属植物上。该种分布于中国、哈萨克斯坦、乌兹别克斯坦、阿富汗等地。